# بخش دوین
بخش دوین (به لاتین: Dewoin District) یک منطقهٔ مسکونی در لیبریا است که در شهرستان بومی واقع شده‌است. بخش دوین ۱۲٬۷۸۲ نفر جمعیت دارد.